# Три кота и море приключений
«Три кота и море приключений» —  российский полнометражный анимационный фильм студии «Метрафильмс» по заказу телеканала «СТС» о новых приключениях Коржика, Карамельки и Компота, персонажей популярного сериала «Три кота». Премьера мультфильма состоялась 1 июня 2022 года.
Премьера на телевидении состоялась 24 сентября 2022 года на телеканалах «СТС» и «СТС Kids».

## Сюжет
Коржик, Карамелька, Компот и их родители отправляются отдыхать на морской курорт и селятся в отель «Морская звезда». Коржик, Карамелька и Компот надеялись и мечтали познакомиться с новыми друзьями, но все дети на три дня уехали на экскурсию, и трём котам не с кем поговорить и поиграть. Помирая от скуки на пляже, Коржик, Карамелька и Компот встречают белого краба с одной клешнёй, а также и всю его семью за огромными камнями. Трём котам очень понравились крабы, а белого с одной клешнëй они берут к себе в друзья и дают ему имя — Крекер. Три кота с утра до ночи играют с Крекером и кормят его крекерами со вкусом водорослей, которые им дали родители. На следующий день три кота и их родители видят в отеле плакат, на котором написано, что скоро в отеле будет проходить фестиваль жареных крабов. Коржик, Карамелька и Компот думают, что, возможно, это фестиваль по типу олимпийских игр, какой краб сильнее и круче, но родители объяснили им, что на самом деле это фестиваль, когда крабов варят и подают всем на стол. В этот же момент в отель переселяются ещё два кота, мадам Розе́тта и месье Фуфле́. Котята думают, что мадам Розетта хочет сварить крабов. Они сначала пытаются поговорить с мадам Розеттой и переубедить её не варить и не есть их лучшего друга краба Крекера, но та, разговаривая по телефону, по ошибке думает, что три кота говорят про какое-то печенье и, не желая их слушать, прогоняет. Коржик, Карамелька и Компот решают спасти всех крабов и Крекера в том числе.
Сначала Коржик, Карамелька и Компот спасают самого Крекера и прячут в коробке, которую они прячут под кроватью на одну ночь, потом они спасают и переселяют к нему ещё одного краба, с которым Крекер уже успел подружиться и даже поделиться своей едой. Понемногу Коржик, Карамелька и Компот, спасая всех крабов, переносят их в отель и прячут у себя в номере в ванной, не забывая наполнять её морской водой. Однако одним днём крабы завоняли водорослями, и родители, решив, что это воняет из ванной, вызывают сантехника, а Коржик, Карамелька и Компот перепрятывают всех крабов. Сантехник, проверив ванную, решает, что, возможно, запах попал через канализационные трубы, и уверяет, что с самой ванной всё в порядке. Когда мама собирается достать освежитель воздуха, чтобы избавиться от запаха, она и папа таки обнаруживают крабов. Три кота объясняют родителям, почему они привели всех крабов в отель и что они пытаются их уберечь, пока фестиваль крабов не отменят. Мама и папа дают своим детям обещание, что они тоже сберегут крабов и никому их не выдадут.
Пару дней три кота и их родители скрывают крабов у себя в номере и стараются не выдавать их, а когда управляющий отеля спрашивает насчёт запаха, на который жалуются соседи, они отговариваются, что, возможно, запах пришёл с моря на пляже. Повара отеля не могут найти крабов, как бы они их не искали, и фестиваль приходится отложить на неопределённый срок из-за непредвиденных обстоятельств. На следующее утро, когда папа решает посмотреть телевизор, один из крабов своей клешнёй случайно перегрызает кабель. Папа пытается позвонить портье, но телефонная линия тоже порвана клешнёй одного из крабов, и папе приходиться самому спускаться. При этом он забывает закрыть плотно дверь от своего номера, несколько крабов выбегают наружу и некоторые жители отеля вместе с управляющим обнаруживают их. Повара отеля отлавливают всех крабов и объявляют, что фестиваль крабов состоится сегодня. Три кота и их родители отчаиваются, что они не смогли их сберечь. Однако Карамелька вспоминает, что когда они в первый раз прилетели заселяться в отель, они тогда познакомились с аниматором и тремя маленькими котятами, которые предлагали им поучаствовать в их конкурсе талантов, а те обещали им, что они подумают над этим. Три кота решают сочинить песню про крабов и спеть её для всех жителей отеля в конкурсе, чтобы хоть как-то переубедить всех не варить и не есть крабов.
Карамелька заходит в зал для репетиций и, найдя аниматора, принимает участие в их конкурсе и заявляет, что у них есть свой номер, который они сами придумали. Премьера всех талантов начнётся перед фестивалем крабов, как заявил аниматор, и принимает условие трёх котов с их номером, который они покажут в конце после его песни с тремя маленькими котятами, акробатического номера и игры на рояле. Используя видео с крабом Крекером, которые они записывали на телефон, и, подпевая свою песню, Коржик, Карамелька и Компот переубеждают всех зрителей в зале, что крабы друзья, а не еда. Внезапно выясняется, что повар, который хотел приготовить крабов, был месье Фуфле, а мадам Розетта на самом деле не повариха, а журналистка, которая фотографировала крабов. Фуфле пытается переубедить зрителей, что три кота просто наивные дети, которые ничего не понимают в кулинарии и что крабы это просто деликатесы. Однако его мнение никто не поддерживает и ему пришлось сбежать, заодно забрав с кухни отеля всех крабов до одного.
Месье Фуфле угоняет катер отеля и уплывает на нём, а три кота, вместе с родителями и мадам Розеттой на её лодке преследуют похитителя, отобрав у него поварской колпак, чтобы спровоцировать его гнаться за ними, заманивают Фуфле в ловушку на островок возле скал и отдают ему поварской колпак назад. Когда Фуфле пытается сделать ход назад, его сзади окружает большой корабль береговой охраны, которая арестовывает его за угон собственности отеля. Всех спасённых крабов возвращают обратно домой на их пляж возле скал, мадам Розетта делает новые фотографии с крабами, у краба Крекера медленно при помощи регенерации отрастает новая и маленькая клешня, а три кота исполняют на закате в отеле свою новую песню, на которой мультфильм и заканчивается.

## Роли озвучивали
| Актёр              | Роль |
| ------------------ | --- |
| Максим Тимонин     | Коржик |
| Софико Гогитидзе   | Карамелька |
| Владимир Прудников | Компот |
| Михаил Хрусталёв   | Папа |
| Светлана Кузнецова | Мама / Голос стюардессы / Пожилая кошка / Официантка / Горничная / Подслеповатая кошка / Гимнастка с обручами / Кошка в шляпе / Зрители в зале / Повариха                 |
| Регина Щукина      | Мадам Розетта |
| Сергей Мардарь     | Мсье Фуфле |
| Станислав Концевич | Управляющий отелем |
| Иван Чабан         | Шнурок |
| Андрей Лëвин       | Тенор |
| Нюся Глушинская    | Три маленьких котëнка |
| Максим Сергеев     | Рассказчик / Портье / Пожилой кот / Коридорные / Официанты / Сантехник отеля / Рабочий сцены / Зрители в зале / Повара / Капитан береговой охраны / Руководитель оркестра |

## Производство
О старте производства фильма стало известно в июне 2021 года. Тогда же было озвучено название проекта и имя режиссёра — Дмитрий Высоцкий. Кроме того, стало известно, что история будет сопровождаться несколькими музыкальными номерами, а действие фильма будет происходит на морском курорте. В конце февраля на ютуб-канале вышел первый тизер-трейлер, 28 марта вышел второй официальный трейлер. После выхода фильма на ютуб-канале вышли песни из мультфильма.

## Премьера
Фильм вышел в российский прокат 1 июня 2022 года. В этот же день он стартовал во Франции. До этого пред показ состоялся 28 мая в кинотеатре «Синема Парк Европейский»

### Цифровая премьера
20 июня 2022 года мультфильм «Три кота и море приключений» вышел в онлайн-кинотеатрах «Иви» и «Okko», а также в видеосервисах «Wink» и «More.tv».

### Телевизионный показ
24 сентября 2022 года мультфильм «Три кота и море приключений» вышел на телеканалах Карусель, СТС Kids и СТС.

## Сборы
За прошедшие выходные фильм собрал 39,3 миллиона рублей. Дальше кассовые сборы чуть-чуть упали и за пять дней проката фильм собрал 53-54 миллиона рублей.

## Критика
Николай Корнацкий, писавший свою рецензию для газеты «Ведомости» написал, что маленький зритель узнает значения слов «альбинос» и «регенерация», получит представление об экологической повестке и ценный урок о дружбе и взаимовыручке, а также усвоит на примерах, почему быть непохожим на остальных – это не недостаток, а достоинство, как средства могут дискредитировать благородную цель и при каких обстоятельствах опасно судить по первому впечатлению. luciebronchart74, писавший свою рецензию для ivi, хвалил мультфильм за визуальность, яркость и красочность мультфильма, а также насыщенную анимацию и динамично развивающийся сюжет. «Критиканство» поставило мультфильму 80 баллов из 100 на основе одной рецензии.

## Награды и номинации
- 2023 — финалист II Национальной премии интернет-контента ИРИ в номинации «Лучший анимационный проект»[11].
- 2024 — приз XXIX Открытого российского фестиваля анимационного кино в номинации «Лучший фильм для детей» (г. Суздаль)[12].
- 2024 — лауреат X Национальной анимационной премии «Икар» в номинации «Полный метр»[13].

## Продолжение
12 декабря 2024 года в прокат вышло продолжение мультфильма под названием «Три кота: Зимние каникулы».